# Phumosia vadoni
Phumosia vadoni este o specie de muște din genul Phumosia, familia Calliphoridae, descrisă de Zumpt în anul 1969.
Este endemică în Madagascar. Conform Catalogue of Life specia Phumosia vadoni nu are subspecii cunoscute.